# Симфонія № 38 (Моцарт)
Симфонія № 38, ре мажор, KV 504 Вольфганга Амадея Моцарта була написана в кінці 1786 року. Вперше виконана у Празі 19 січня 1787 року, завдяки чому отримала назву «Празька симфонія».

## Структура
1. Adagio—Allegro, 4/4 (Sonata form)
2. Andante in G major, 6/8 (Sonata form)
3. Finale (Presto), 2/4

## Ноти і література
Вікісховище має мультимедійні дані за темою: Симфонія № 38 (Моцарт)
- Ноти [Архівовано 25 березня 2012 у Wayback Machine.] на IMSLP
- Dearling, Robert: The Music of Wolfgang Amadeus Mozart: The Symphonies Associated University Presses Ltd, London 1982 ISBN 0-8386-2335-2
- Kenyon, Nicholas: The Pegasus Pocket Guide to Mozart Pegasus Books, New York 2006 ISBN 1-933648-23-6
- Zaslav, Neal:Mozart's Symphonies: Context, Performance Practice, Reception OUP, Oxford 1991 ISBN 0-19-816286-3